# 로사 브라시
로자 블라지(Rosa Blasi, 1972년 12월 19일 ~ )는 미국의 배우, 가수, 오페라 가수이다.
시카고에서 태어났다.

## 출연 작품

### 영화
- 노리에가 (2000)
- 그루지 (2004)
- 넥스트 스톱 머더 (2010) - 헤더 역
- 틴에이지 뱅크 하이스트 (2012)

### 텔레비전
- 멜로즈 플레이스 (2009)
- 메이크 잇 오어 브레이크 잇 (2009-12) - 로니 크루즈 역
- 썬더맨 (2013-18) - 바브 썬더맨 역